# Oszkok

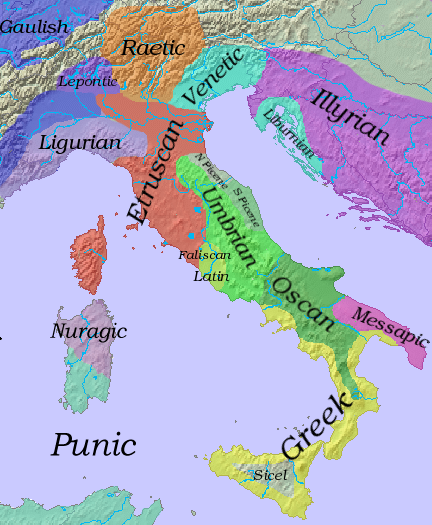
Itália ókori népei

Az oszkok Campania területén élt ókori nép, a szamniszokkal állt rokonságban. Kb. i. e. 500-ban az etruszkok leigázták őket. Az oszkok átvették az etruszk ábécét. Később a szamniszok uralkodtak felettük, majd a Római Birodalom fennhatósága alá kerültek a sentinumi csata után.
A latin, a faliszkuszi, az umber és a szamnisz mellett az oszk nyelv is az italikus nyelvek közé tartozik. Pompeii házainak homlokzatán láthatók még oszk feliratok.

## Fordítás
- Ez a szócikk részben vagy egészben  az   Osker című német Wikipédia-szócikk fordításán alapul.  Az eredeti cikk szerkesztőit annak laptörténete sorolja fel. Ez a jelzés csupán a megfogalmazás eredetét és a szerzői jogokat jelzi, nem szolgál a cikkben szereplő információk forrásmegjelöléseként.